# Kostel svaté Anežky Římské
Kostel svaté Anežký Římské (italsky Sant'Agnese in Agone, také někdy Sant'Agnese in Piazza Navona) je barokní kostel ze 17. století stojící v Římě, v Itálii. Čelem čelí náměstí Piazza Navona, jednomu z hlavních městských věřejných prostor v historickém centru města a místu, kde byla umučena raně křesťanská svatá Anežka na původním starověkém Domitianově stadionu . Stavba kostela začala v roce 1652 pod vedením architektů Girolamo Rainaldi a jeho syna Carla Rainaldiho . Po četných hádkách mezi Rainaldim a jeho synem byl dalším hlavním zapojeným architektem Francesco Borromini.
Kostel je titulární diakonií pod správou karinála-diakona Gerharda Ludwiga Müllera.
Mimo pravidelné bohoslužby jsou v kostele pravidelně pořádány i koncerty klasické hudby v sakristii Borromini, kromě barokní duchovních děl zde probíhají i koncerty komorní hudby a opery.

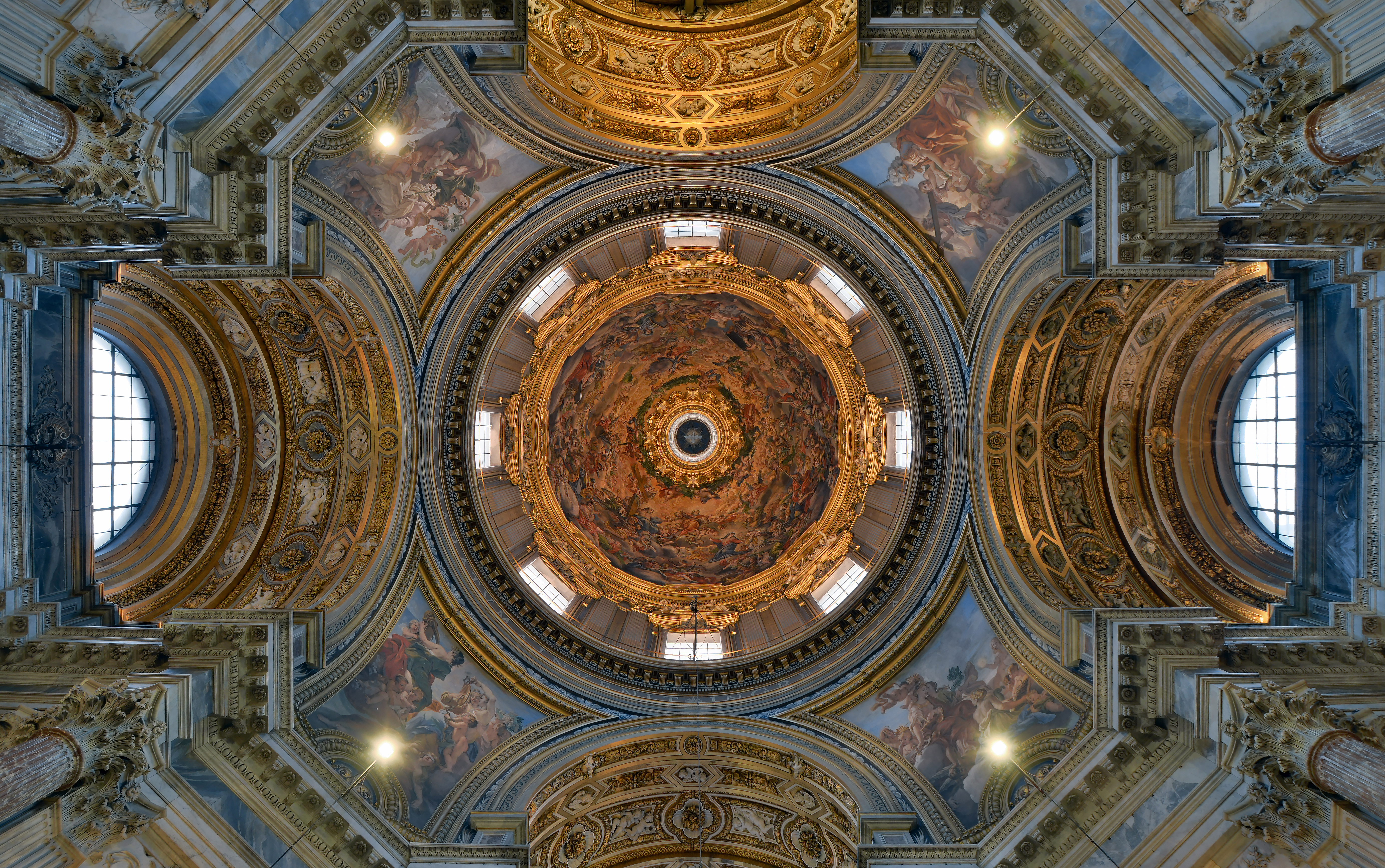
Pohled do kupole s freskami; vlevo apsida, vpravo vchod s varhanami a hrobem papeže Inocence X.

## Historie
Stavba kostela byla zahájena v roce 1652 na základě požadavku tehdejšího papeže Inocence X, jehož rodinný palác Palazzo Pamphili sousedí s tímto kostelem.
Kostel měl být původně fakticky rodinnou kaplí, která měla být připojena k jejich rezidenci (např. v kupoli byl vytvořen otvor, který propojoval rodinné sídlo přímo s kostelem tak, aby se rodina mohla účastnit bohoslužeb ze svého paláce bez nutnosti opustit svůj domov).
První návrhy centralizovaného kostela Řeckého kříže byly předloženy architektem rodiny Pamphili Girolamo Rainaldim a jeho synem Carlem již v roce 1652. Přepracovali hlavní vchod do kostela z ulice Via Santa Maria dell'Anima, zasazené jeden městský blok od náměstí, přímo na současné náměstí Piazza Navona. Záměrem bylo postavit nový kostel nad starým kostelem, který se měl stát kryptou. To znamenalo, že nový kostel měl být zvýšen nad úroveň náměstí, ale od této myšlenky se upustilo ihned, jakmile byla stavba zahájena. Původní kresby jsou dnes bohužel ztraceny, ale předpokládá se, že návrh fasády Piazza Navona zahrnoval předsíň mezi dvěma věžemi a široké schodiště sestupující na náměstí.
Návrh byl ostře kritizován, včetně schodů dolů přímo na náměstí, o kterých se předpokládalo, že příliš vyčnívají, takže Carlo Rainaldi eliminoval myšlenku narthexu (předsíně) a nahradil konkávní fasádu, aby schody nebyly tak rušivé. Myšlenka dvou věží rámujících centrální kopuli patří Berniniho zvonicím na průčelí baziliky svatého Petra .
Borromini musel pracovat s původním půdorysem Rainaldiho, ale provedl některé úpravy; uvnitř např. umístil sloupy k okrajům kupolových pilířů, což mělo za následek vytvoření široké základny pro kupole namísto původní špičaté základny, což bylo obvyklé římské řešení. Jeho návrhy ukazují, že na fasádě na Piazza Navona navrhl zakřivené schody sestupující až dolů na náměstí, jejichž konvexní zakřivení stojí proti konkávnímu zakřivení fasády a tvoří oválnou podestu před hlavním vchodem do kostela. Jeho fasáda měla původně mít až osm sloupů a lomený štít nad vchodem. Boční věže navrhl jako jednopodlažní, nad nimiž mělo být složité uspořádání sloupů a konvexních arkýřů s balustrádami. Celý návrh byl velice propracovaný.
V době Inocencovy smrti v roce 1655 dosáhla fasáda svého vrcholu. Innocentův synovec Camillo Pamphili se o církev příliš nezajímal a Borromini se cítil sklíčený natolik, že nakonec v roce 1657 rezignoval.
Carlo Rainaldi byl znovu jmenován a provedl řadu úprav Borrominiho designu, a to včetně dalšího patra k bočním věžím a zjednodušení nejvyšších částí této věže. Po smrti Camilla Pamphiliho jeho manželka Olimpia Aldobrandini pověřila Berniniho převzetím odpovědnosti za kostel. Zasloužil se o přímočarý štít nad hlavním vchodem a o důrazné kladí v interiéru.
V roce 1668 převzal odpovědnost za kostel Camillo Borghese (syn Olimpie a nevlastní syn Camilla Pomphiiho). Znovu jmenoval Carla Rainaldiho jako architekta a pověřil Cira Ferriho vytvořením fresek pro interiér kopule. Byly přidány další dekorace, například velké sochy a pochromované mramorové efekty. Nic z toho pravděpodobně nezamýšlel Borromini ve svém původním plánu.

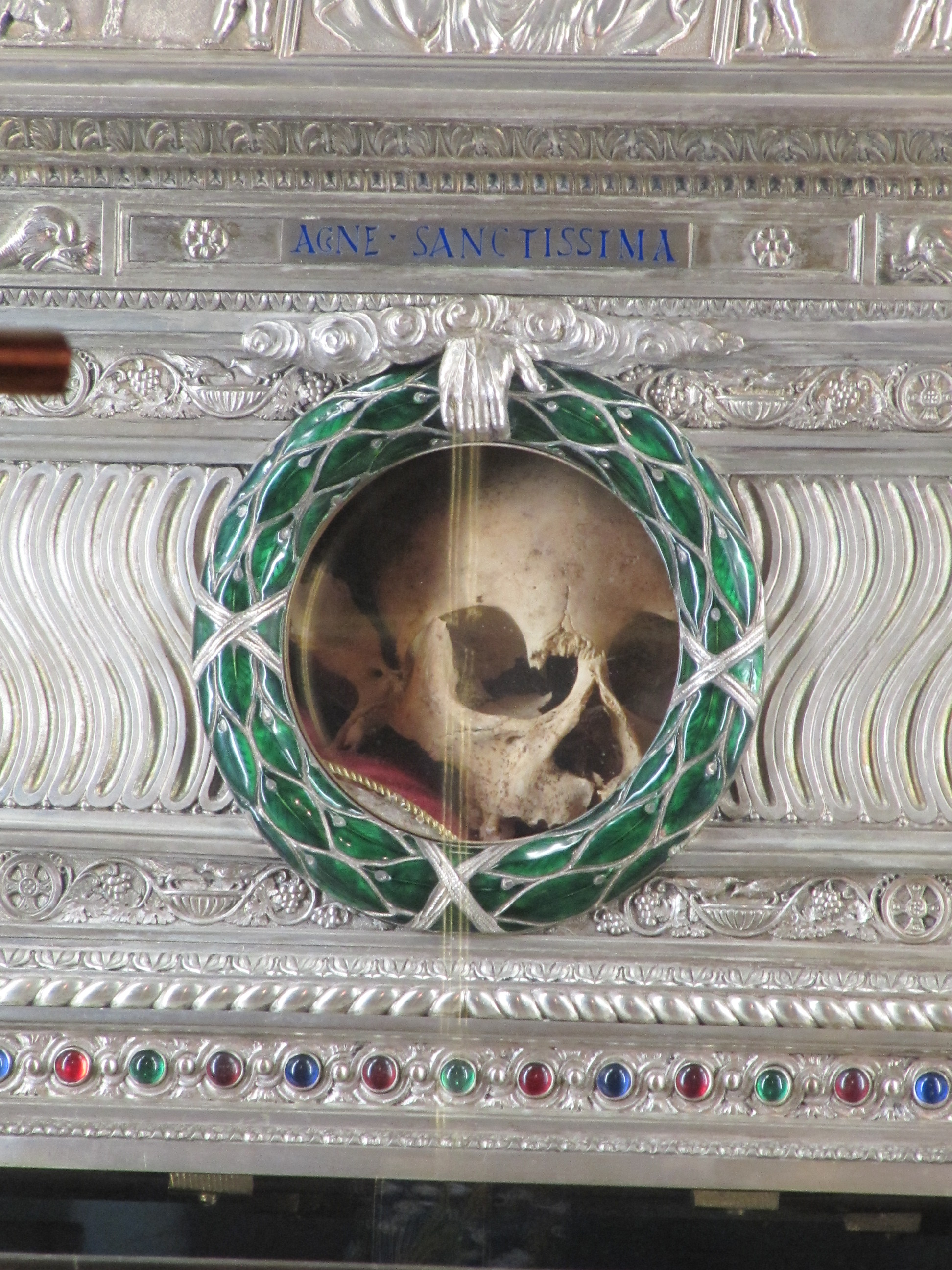
Lebka svaté Anežky

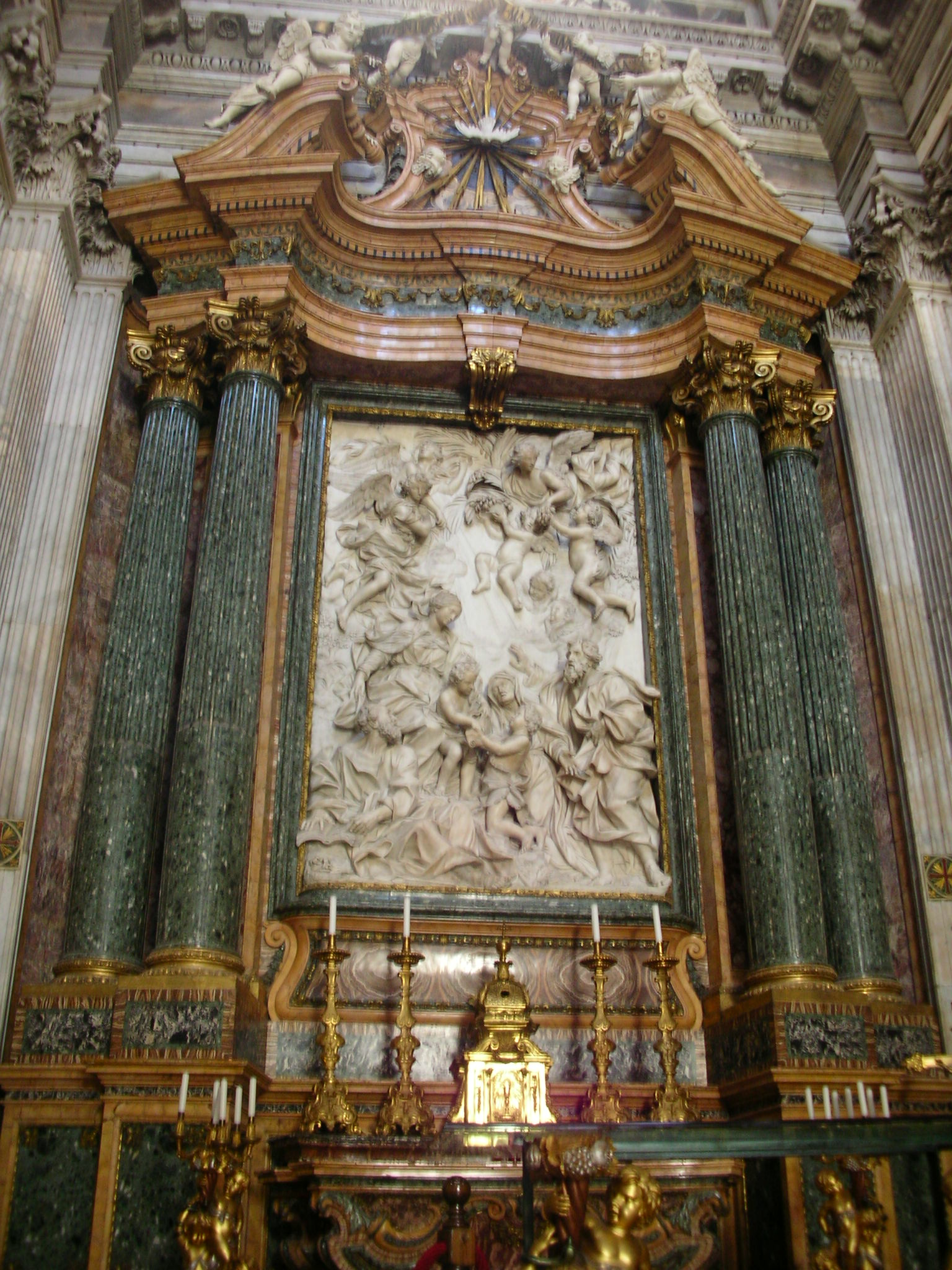
Hlavní oltář s reliéfem Svaté rodiny od Domenica Guidiho

Na kupoli je freska s Apoteózou svaté Anežky, kterou začal tvořit v roce 1670 Ciro Ferri a kterou po jeho smrti v roce 1689 dokončil Sebastiano Corbellini. Dóm byl doplněn o kardinálské ctnosti (1662–1672) Berniniho chráněncem Giovanni Battista Gaulli. V sakristii je dnes k vidění obraz znázorňující Slávu svaté Anežky od Paola Gismondiho .
Téměř kruhový interiér, který je ve skutečnosti však ve tvaru řeckého kříže, je po obvodu obklopen mramorovými sochami v barokním stylu, zasvěcenými jednotlivým umučeným světcům. V pilířích jsou čtyři oltáře s reliéfy, neobvykle zasazené do půlkruhových výklenků. Mezi sochařskou výzdobu patří:
- Dvě svaté rodiny (1676) od Domenica Guidiho – hlavní oltář byl původně zamýšlen k držení Zázraku svaté Anežky, který si objednal Alessandro Algardi, který však krátce po obdržení pověření zemřel. Algardi poskytl malý model, zatímco sádrový model v plném měřítku (nyní v Oratorio dei Filippini) vyrobili jeho asistenti Ercole Ferrata a Guidi.[5] Z nějakého důvodu byl projekt souboru Miracle upuštěn a místo toho Guidi vytvořil mramorový reliéf, zobrazující Svatou rodinu podle jeho návrhu.
- Nad prvním oltářem vpravo je reliéf Smrt svatého Alexia od Giovanni Francesca Rossiho.
- Umučení svatého Emerentiana od Ercole Ferrata, s horní částí dokončenou Leonardem Retim je na druhém oltáři vpravo.
- Umučení svatého Eustace od Melchiorre Cafà je na prvním oltáři vlevo. Kvůli Cafàově náhlé brzké smrti velké části reliéfu dokončil jeho mistr Ferrata a jeho dílna.
- Smrt svaté Cecílie od Antonia Raggiho je na druhém oltáři vlevo.
- Svatá Anežka na Pyrě od Ercole Ferrata je na druhém oltáři transeptu vpravo *Na druhém oltáři transeptu vlevo je svatý Šebestián (asi 1717–1719) se sochou od Piera Paola Campiho, a také se může pochlubit dvěma mramorovými anděly od jeho mistra Pierra Le Grose, což by mohla být úplně poslední Le Grosova díla. [6] Sochy svaté Anežky a sv. Šebestiána jsou umístěny v iluzionistické architektuře z barevného mramoru.
- Hrobový pomník papeže Inocence X. (1729) od Giovanniho Battisty Mainiho – Pomník původně plánovaný ve velkém měřítku, ale byl popraven umístěn nad hlavním vchodem v mnohem skromnějším pomníku.
- Štuková výzdoba polokupolí výklenků s anděly představujícími symboly příslušného světce pochází z dílny Ferraty.

Uvnitř kostela je také svatyně svaté Anežky, obsahující její lebku a mramorový reliéf od Alessandra Algardiho .

## Původ jména a legendy
Jméno tohoto kostela nesouvisí s „agonií“ mučedníka, jak by se mohlo zdát. "In agone" bylo starověké jméno samotného náměstí Piazza Navona (Piazza in agone) a znamenalo v překladu z řečtiny „v místě soutěží“, protože Piazza Navona byla postavena na místě starověkého římského stadionu (podle řeckého vzoru) s jedním plochým koncem a byla používána pro závody (latinsky agōn, „soutěž“). Z 'in agone', se postupně název zkracováním změnil na 'Navona', ale ostatní silnice a ulice v okolí si ponechaly původní název. 
Před kostelem se nachází Berniniho slavná Fontána čtyř řek. Často se říká, že Bernini vyřezal postavu „Nilu“ se zakrytýma očima a obličejem tak, že postava působí, jako by se obávala, že fasáda navržená jeho rivalem Borrominim se může rozpadnout a na postavu Nilu se zřítit. Tento příběh, stejně jako mnoho městských legend, zůstává společností oblíbený, a to navzdory skutečnosti, že Berniniho fontána předchází fasádu o několik let.
Borromini a Bernini se stali rivaly, kteří spolu soutěžili o architektonické zakázky. Během papežství Pamphili byla ustanovena oficiální komise pro studium defektů, které vyvstaly v základech zvonice (postavený pod Bernini vedením) v průčelí Saint Peterovy baziliky. Před komisí byl Borromini jedním z mnoha tvrdých kritiků, kteří napadli inženýrství projektu. Nakonec, v těžké ráně pro Berniniho prestiž jako architekta, byly fasádní zvonice strženy a již nebyly nikdy znovu postaveny.

### Kardinál-jáhnové
- Lorenzo Cardinal Antonetti 1998–2013
- Gerhard Ludwig kardinál Müller od roku 2014